# Basick Records
Basick Records ist eines der führenden Label mit dem Schwerpunkt auf Progressive- und Technical Death Metal. Es wurde 2005 von Nathan "Barley" Phillips und dessen Halbbruder Jake Smith gegründet und hat seinen Sitz in London. Für Werbung und Marketing ist die Hold Tight! PR zuständig, welche von Lisa Coverdale und James Monteith geleitet wird.
Der Name Basick ist bewusst von Nathan und Jake gewählt worden und stellt ein Wortspiel aus den englischen Wörtern "basic" (engl. „grundlegend“) und "sick" (engl. hier: „genial“) dar. Des Weiteren wurde das Label ironischerweise unter dem Motto back to basics (engl. „zurück zu den Wurzeln“) gegründet, obwohl die Musik, die das Label vertreibt, sich von den Grundsteinen des Heavy Metals stark differenziert.

## Geschichte

### Gründung & Unterstützung lokaler Bands (2005–2007)
2005 beschlossen Nathan Phillips und sein Halbbruder Jake Smith in ihrer Heimatstadt Luton ein eigenes Label zu gründen. Ziel war es lokale Bands, wie die zum Zeitpunkt noch unbekannten Enter Shikari zu unterstützen. Da Nathan bereits zwischen 2002 und 2005 bei AiRecords, einem britischen Label, das sich auf elektronische Musik spezialisiert hatte, gearbeitet und dort auch schon teilweise Musik selbst veröffentlicht hatte, hatte er bereits Erfahrung im Musikgeschäft. Von ihrem Elternhaus aus vertrieben sie gemeinsam ihre ersten Kompilationen und organisierten Konzerte in der Umgebung. Mit Fellsilent nahm das Label die erste Band unter Vertrag, welche am 19. Dezember 2005 ihre Debüt-EP The Double A veröffentlichte. Es folgten weitere Veröffentlichungen, unter anderem von der Post-Hardcore-Band The Abner und der Rock-Band Without Thought.

### Konzentration auf Progressive- und Technical-Death-Metal-Bands (2008–2010)
Mit den Verpflichtungen von The Arusha Accord, No Made Sense und My Minds Weapon im Jahre 2008 konzentrierte sich das Label nunmehr auf Bands aus dem Progressive- und Technical-Death-Metal-Bereich. Im selben Jahr verließ Nathans Halbbruder Jake Smith das Label, um sich voll und ganz auf seine damalige Band Our Divide zu konzentrieren. Im Jahre 2009 wurde Lisa Coverdale auf das Label aufmerksam und bot Nathan Unterstützung an. Gemeinsam mit James Monteith, Gitarrist bei Tesseract, baute sie die Hold Tight! PR auf, welche zum festen Bestandteil von Basick Records wurde und sich um das Marketing des Labels kümmert. Es folgten 2010 weitere Veröffentlichungen, unter anderem von Bury Tomorrow, Ion Dissonance und Evita. Zudem feierte das Label fünfjähriges Bestehen, zu dessen Anlass in der Gründungsstadt Luton ein Konzert gegeben wurde, auf dem die Band Chimp Spanner das erste Mal live vor Publikum auftrat. Des Weiteren veröffentlichte das Label eine Best-of-Kompilation, welche zum kostenlosen Download freigegeben wurde.

### Internationaler Aufschwung (2011–2012)
Anfang 2011 unterschrieb das Label Verträge mit der zur Warner Music Group gehörenden Vertriebsgesellschaft ADA sowie dem deutschen Label Century Media. Während Century Media sich ausschließlich um den Vertrieb in Nord-Amerika kümmerte, erhielt ADA die Rechte für den Rest der Welt und übernahm den Verkauf der Musik über führende Händler und Internet-Plattformen. Während der Unruhen in England 2011 brannte im August ein Lagerhaus der Sony DADC in London vollkommen nieder. Neben vielen anderen Independent-Labeln fiel dabei auch das vollständige Sortiment von Basick Records den Flammen zum Opfer. Im November 2011 nahm Basick Records den französischen Künstler Rémi Gallego unter Vertrag, welcher unter dem Namen The Algorithm elektronische Musik mit Gitarrenriffs vermischt. Im Januar 2012 übernahm das US-amerikanische Plattenlabel Prosthetic Records den Vertrieb in Nordamerika. Durch die Übernahme gelangte Basick Records in das System des auf Hardcore und Metal ausgelegten Vertreibers Red Distribution, welcher zu Sony gehört, und konnte so seine Position auf dem amerikanischen Markt stärken. Das erste von Prosthetic vertriebene Album von Basick Records war Chimp Spanners EP All Roads Lead Here.

### Neueste Entwicklungen (seit 2013)
Als Anlass zur sechsten Ausgabe des Record Store Days, welcher am 20. April 2013 stattfand, veröffentlichte das Label Neuauflagen von Chimp Spanners At the Dreams Edge, The Algorithms Polymorphic Code, Uneven Structures Februus und Skyharbors Blinding White Noise: Illusion & Chaos als Schallplatte, welche jeweils auf 500 Stück limitiert und in ausgewählten Plattenläden in Europa, insbesondere in Großbritannien erhältlich waren. Die Rückseiten der Schutzhüllen der Vinyls waren so gestaltet, dass bei Zusammenlegen aller vier Schallplatten das Logo des Labels zu sehen war. Mitte Juni gab das Label bekannt, dass es das Album Absent Light der Band Misery Signals, welches Ende Juli erschien, in Europa vertreiben wird, nachdem die Band sich von ihrem alten Label getrennt und über die Crowdfunding-Plattform Indiegogo mehr als das Doppelte der angestrebten Summe für die Aufnahmen zum neuen Album eingenommen hatte.

## Bands

### Aktuell
- 7 Horns 7 Eyes
- A Dark Orbit
- Alaya
- Aliases
- Bear
- Blotted Science
- Chimp Spanner
- Circles
- Damned Spring Fragrantia
- Devil Sold His Soul
- Dissipate
- Glass Cloud
- Ion Dissonance
- Misery Signals
- No Consequence
- Skyharbor
- The Algorithm
- The Arusha Accord
- Uneven Structure

### Ehemalige
- Between the Screams
- Bury Tomorrow
- Evita
- Fellsilent
- Gehenna VII VII VII
- Moesaboa
- Monuments
- My Minds Weapon
- No Made Sense
- Shy of the Depth
- The Abner
- The Comanche Cipher
- The Escape
- Visions
- Without Thought